# Rataniidae
Rataniidae é uma família de copépodes pertencentes à ordem Siphonostomatoida.
Género:
- Ratania Giesbrecht, 1893